# Vibes (バンド)
Vibes（ヴァイブス）は、日本のフュージョングループ。
斎藤ノブの呼びかけにより、2001年夏に「Vice」として結成。結成当時のコンセプトは「ダンサブルだが決してアメリカン・ポップスではなく、もうちょっとダークなブリティッシュ・ポップスっぽいサウンド」。2002年3月に「Vibes」に改名し、2003年夏から2004年初夏にかけてアルバム2枚、シングル1枚を発表するが、2004年6月の大江千里の番組出演を最後に各メンバーの本業が多忙になり活動が途絶えた。翌2005年6月になって難波弘之が自身のホームページでVibesの活動の凍結を発表。
陣内大蔵が作詞・作曲を手がけた「Don't」はのちに彼のベスト・アルバムに再録されている。

## メンバー
- 斎藤ノブ （percussion）
- 難波弘之 （keyboard）
- 小林信吾 （keyboard）
- 野呂一生 （guitar）
- 松原秀樹 （bass）
- 江口信夫 （drums）
- 陣内大蔵 （vocal）

### 元メンバー
- 則竹裕之（drums） - テストレコーディング時に脱退

## ディスコグラフィ

### アルバム
- Vibes （2003年7月23日）

1. Home and away
2. Time to go!
3. Shall I sing?
4. 彼方へ （朝日放送系　朝だ!生です旅サラダ エンディングテーマ）
5. Voice
6. Sense of sin
7. Pray for you
8. ride on the wind
9. 感じるままに
10. いつまでも
11. VIBRATION

- Vibes II （2004年4月21日）

1. Rock Bottom
2. Don't
3. rainbow （日本テレビ系　NNNきょうの出来事 （金曜特集枠 "でき心"） 挿入歌）
4. Little mermaid～星に願いを～
5. Mercy Land～内なる大地～
6. Half Time
7. 不意落恋～careless love～
8. 最後の言葉
9. Game
10. Blue Moonlight
11. In your eyes （フジテレビ系　奇跡体験!アンビリバボー エンディングテーマ）
12. In your eyes （reprise）

### シングル
- In Your Eyes （2004年2月25日）

1. In your eyes
2. Blue Moonlight
3. In your eyes （instrumental）